# Meditacions en el desert: 1946-1953
Meditacions en el desert: 1946-1953 és un dietari escrit entre el 1946 i el 1953 per Agustí Calvet «Gaziel». Fou publicat íntegrament l'any 1974.

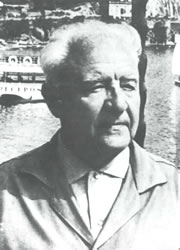
Gaziel